# Egersund
Egersund és una localitat de la província de Rogaland a la regió de Vestlandet, a Noruega. A data 1 de gener de 2017 tenia una població estimada de 11.519 habitants.
Està situada al sud del país, prop de la costa de la mar del Nord i del fiord Boknafjorden.